# Південностепова підзона України
Південностепова (сухостепова) підзона України — південна частина степової природної зони України. Охоплює південь Причорноморської низовини, Присивашшя та знижену частину Рівнинного (Степового) Криму.
На території підзони проживає понад 2 млн осіб.

## Провінції

### Причорноморсько-Приазовська сухостепова провінція
Розташована на території Херсонської, Миколаївської і Запорізької областей. У провінції виділяють Нижньобузько-Дніпровську низовинну, Нижньодніпровську терасово-дельтову низовинну та Присивасько-Приазовську низовинну області.
Рельєф є характерним для приморських низовин, не перевищує 50 м. Ґрунти чорноземно-південні залишково-солонцюваті піщано-суглинкового складу. Під типчаково-ковиловою степовою рослинністю в комплексі із темнокаштановими солонцюватими ґрунтами.
Клімат провінції є найпосушливішим у степовій зоні. Літні температури відносно високі, у липні в середньому +23 — +24 °C. Зима коротка, малосніжна. Випаровування (900—1000 мм) значно перевищує опади (300—360 мм).

### Кримська степова провінція
Охоплює Північнокримську рівнину. У межах Кримської степової провінції виділяють Присивасько-Кримську низовинну, Тарханкутську, Центральнокримську височинні і Керченську горбисто-пасмову області.
Рівнини приморські, низовинні (3-20 м), плоскі. Ґрунти червоно-бурі глинами, під полиново-злаковиою рослинністю — каштанові та темно-каштанові солонцюваті.
Характерне тривале тепле літо, зима коротка та малосніжна зима. Опади 420—300 мм на рік.

## Природно-заповідний фонд
На території підзони створені національний природний парк «Білобережжя Святослава», Азово-Сиваський, Джарилгацький національні природні парки, національний природний парк «Чарівна гавань».